# Филастр (пьеса)
«Фила́стр» (англ. Philaster, or Love Lies a-Bleeding) — трагикомедия английских драматургов Фрэнсиса Бомонта и Джона Флетчера, созданная в начале XVII века и ставившаяся в лондонских театрах «Блэкфрайерс» и «Глобус» актёрской труппой «Слуги короля», к которой принадлежал Вильям Шекспир.
Второе название пьесы — «Love Lies a-Bleeding» («Любовь лежит, истекая кровью») — связано с актом IV, сценой 3, где заглавный герой ранит свою возлюбленную мечом, ошибочно подозревая её в измене. Эта сцена изображена на титульном листе первого издания.
Бо́льшая часть трагикомедии, по мнению исследователей, написана Бомонтом. Точные даты создания и первой постановки «Филастра» неизвестны; вероятнее всего, пьеса появилась в середине 1610 года или немного ранее. Первое упоминание о ней относится к концу 1610 года; зимой 1612—1613 года «Слуги короля» дважды играли её при дворе.

## Публикации
Пьеса издавалась ин-кварто в 1620, 1622, 1628, 1634, 1639, 1652 и 1687 годах; кроме того, существует издание ин-кварто без даты, относящееся, по-видимому, к 1663 году. В первом фолио Бомонта и Флетчера (1647) она отсутствует, но включена во второе фолио (1679).
На русский язык пьеса переведена Борисом Томашевским. Перевод опубликован в сборнике «Современники Шекспира» в 1959 году, затем вошёл в двухтомное собрание сочинений Бомонта и Флетчера 1965 года.

## Содержание
Действие трагикомедии происходит в неопределённые языческие времена в вымышленном королевстве, условно названном Сицилией. Среди имён персонажей два — «Аретуза» и «Галатея», взятые из сицилийских идиллий Феокрита, — связаны с этим островом.
Сицилия покорена соседним королевством, Калабрией; законный наследник сицилийского трона, Филастр, живёт при дворе правящего обеими державами калабрийского короля. Пользуясь поддержкой народа, Филастр собирается захватить принадлежащий ему по праву престол, но медлит с осуществлением своего плана, поскольку влюбляется в дочь узурпатора — Аретузу.
Сюжет составляет смешивающаяся с политикой любовная интрига. Король намеревается выдать Аретузу за испанского принца Фарамонда и союзом с Испанией упрочить свою шаткую власть над Сицилией. Брак удаётся расстроить, вскрыв связь Фарамонда с порочной придворной дамой Мегрой; но влюблённым наносят ответный удар, клевеща на Аретузу и возбуждая ревность Филастра.
В финале Аретуза становится женой Филастра, а восстание жителей Сицилии возвращает ему трон.

## Параллели с Шекспиром
Критики неоднократно отмечали зависимость «Филастра» от шекспировских пьес 1600—1610 годов.
Так, по мнению Питера Акройда, «„Филастр“ Бомонта и Флетчера поразительно схож с шекспировским „Цимбелином“».
Александр Аникст сравнивал фигуру принца Филастра с Гамлетом, находя, что «ряд мотивов этой пьесы несомненно подсказан трагедией датского принца, которому герой Бомонта и Флетчера подражает даже в речах». На влияние «Гамлета» указывал и Эндрю Герр.
Игорь Рацкий, говоря о разнице творческих методов Шекспира сравнительно с Бомонтом и Флетчером, в качестве яркого примера выделял принимающего активное участие в событиях «Филастра» пажа Белларио, который в последней сцене неожиданно как для героев пьесы, так и для зрителей оказывается переодетой девушкой, влюблённой в протагониста. Подобный сюжетный ход весьма характерен для манеры Бомонта и Флетчера, но не свойствен Шекспиру: у него зрители почти всегда имеют полную информацию и способны вместе с автором видеть скрытые от персонажей пружины действия, чем достигается драматическая ирония. В остальном же любовный треугольник «Филастр — Аретуза — Евфразия (Белларио)» — отражение треугольника «Орсино — Оливия — Виола (Цезарио)» из шекспировской «Двенадцатой ночи».